# ムアンスリン郡
座標: 北緯14度52分54秒 東経104度29分36秒 / 北緯14.88167度 東経104.49333度
ムアンスリン郡（ムアンスリンぐん）はタイ東北部・スリン県にある郡（アムプー）。同県の県庁所在地（ムアン）でもある。

## 名称
スリンとは帝釈天（インドラ）の異名の一つである。この名称は、地元の名士、プラヤー・スリンパックディーに由来する。

## 歴史
クメール王朝時代にはすでにクメール人が住んでいた。この痕跡は市内にあるクメール遺跡、プラーサート・ムアンティーで見ることができる。
時代は下り、1763年アユタヤ王朝末期、バーン・ムアンティーの村長、チエンプムは村を移動し、当時はバーン・クープラターイと呼ばれていた現在のスリン市街地（テーサバーンムアン・スリン）に移住した。その後、バーン・クープラターイはアユタヤ王スリヤートアマリンによりムアンプラターイサマンと名をあらためられ、チエンプムはプラヤー・スリンパックディーの官位に就いた。
1786年、ラーマ1世は、プラヤー・スリンパックディーの名からスリンを借りて、ムアン・プラターイサマンをムアンスリンと名付けた。
その後、郡（アムプー）の制度が導入されると、スリンはタックシンスリン郡と名付けられたが、1913年、ムアンスリン郡に改称した。

## 地理
チー川の形成した平地にあり、同河川やフワイサネーン貯水池、アムプン貯水池などが郡の主な水源である。郡南部には、パノムサワーイ森林公園がある。
国道216号線が東西に通っており、東にシーサケート、西にブリーラム方面と通じる。国道214号線が南北に通っており、南にカープチューン方面、北にローイエット方面と通じる。2077号線が東南に向かって延びており、サンカ方面と通じる。

## 経済
郡の主な産業は農業で、コメが主な産物である。

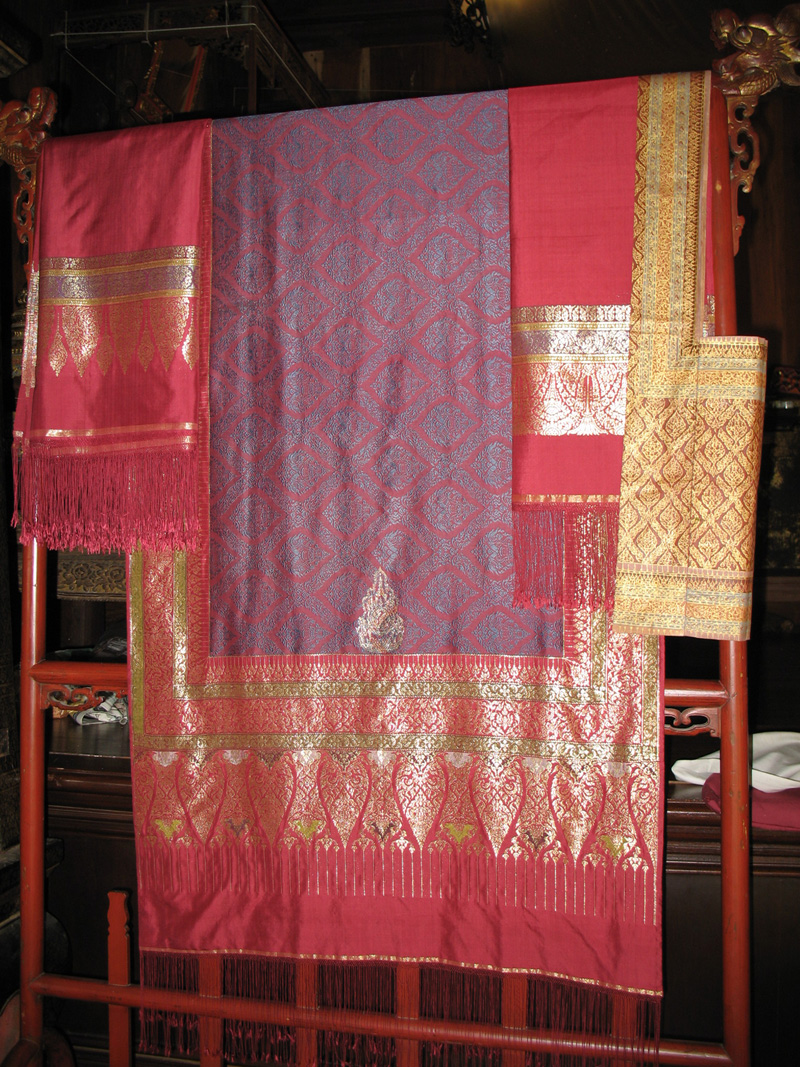
スリンの名産品、タムボン・ターサワーンのシルク製品

またシリキット妃の後援でタムボン・ターサワーンでは絹製品の生産が盛んである。また、タムボン・ムアンティーでは蔓で編んだバスケットの生産が盛んである。

## 行政区分
郡は21のタムボンに分かれ、さらにその下位に285の村（ムーバーン）がある。自治体（テーサバーン）があり以下のようになっている。
- テーサバーンムアン・スリン・・・タムボン・ナイムアン全体
- テーサバーンタムボン・ムアンティー・・・タムボン・ムアンティーの一部

また、郡内には20のタムボン行政体（オンカーンボーリハーンスワンタムボン）がある。以下のリストで欠番のタムボンは、現在分離しクワオシナリン郡となっているタムボンである。
1. タムボン・ナイムアン・・・ตำบลในเมือง
2. タムボン・タンチャイ・・・ตำบลตั้งใจ
3. タムボン・ピアラーム・・・ตำบลเพี้ยราม
4. タムボン・ナーディー・・・ตำบลนาดี
5. タムボン・ターサワーン・・・ตำบลท่าสว่าง
6. タムボン・サラックダイ・・・ตำบลสลักได
7. タムボン・ターオン・・・ตำบลตาอ็อง

1. タムボン・サムローン・・・ตำบลสำโรง
2. タムボン・ケーヤイ・・・ตำบลแกใหญ่
3. タムボン・ノークムアン・・・ตำบลนอกเมือง
4. タムボン・コーコー・・・ตำบลคอโค
5. タムボン・サワーイ・・・ตำบลสวาย
6. タムボン・チャニエン・・・ตำบลเฉนียง

1. タムボン・テーンニー・・・ตำบลเทนมีย์

1. タムボン・ナーブワ・・・ตำบลนาบัว
2. タムボン・ムアンティー・・・ตำบลเมืองที
3. タムボン・ラーム・・・ตำบลราม
4. タムボン・ブルーシー・・・ตำบลบุฤาษี
5. タムボン・トラセーン・・・ตำบลตระแสง

1. タムボン・サレーンパン・・・ตำบลแสลงพันธ์
2. タムボン・カーコ・・・ตำบลกาเกาะ